# Berlin (frégate)
Pour les articles homonymes, voir Berlin (homonymie).
Le Berlin est un navire de guerre de la Marine électorale brandebourgeoise. C'est une frégate corsaire de 16 canons de la fin du XVIIe siècle gréée en trois-mâts carré. Cette frégate porta la marque personnelle de Frédéric Guillaume Ier de Brandebourg.

## Histoire
Cette frégate est construite en 1674 sur un chantier naval de Zélande, aux Provinces-Unies. Elle est achetée par Benjamin Raule (de), un corsaire huguenot de Dunkerque pour le compte du Prince-Électeur du Brandebourg. En 1675, Raule quitte la Zélande après avoir fait faillite et entre officiellement au service du monarque brandebourgeois. De celui-ci, il reçoit des lettres de marque, et il formera le noyau de la future Marine prussienne. En 1676 et 1677, le Berlin pratique la guerre de course en mer Baltique contre la Marine suédoise avec quelques succès. En 1681, la frégate entreprend un voyage aux Antilles. En 1684, sous le nom de Stadt Berlin, elle bat pavillon de la Compagnie Africaine Brandebourgeoise. Fin 1687, le vaisseau est saisi par les Néerlandais dans les eaux de l'Afrique de l'ouest. Rebaptisé Stad Berlijn, le navire bat pavillon de la Compagnie néerlandaise des Indes occidentales. Le 7 janvier 1688, le bateau est vu pour la dernière fois et ne donna plus signe de vie.

## Caractéristiques

### Histoire
- Au service de: Frédéric Guillaume Ier de Brandebourg.
- Autres noms: Stadt Berlin, Stad Berlijn.
- Construction: 1674.
- Statut: 7 janvier 1688, dernière apparition, sort inconnu.

### Caractéristique techniques
- Type: frégate corsaire.
- Longueur: 22,65 m.
- Maître-bau: 6,23 m.
- Hauteur: 21,5 m, de la quille à la pointe du grand-mât.
- Déplacement: environ 350 t.
- Propulsion: Voile, trois-mâts carré.

### Caractéristiques militaires
- Armement: 16 canons, boulets de 3 kg.

### Autres
- Chantier naval: Zélande (Provinces-Unies).
- Équipage: 72, 90 en 1680.
- Pavillons: Marine du Brandebourg, Compagnie Africaine Brandebourgeoise, Compagnie néerlandaise des Indes occidentales.

## Source de la traduction
- (de) Cet article est partiellement ou en totalité issu de l’article de Wikipédia en allemand intitulé « Liste von Kriegsschiffen mit Namen Berlin » (voir la liste des auteurs).